# ميخائيل جون كيلي
ميخائيل جون كيلي هو سياسي كندي، ولد في 1 مايو 1815، وتوفي في 25 مارس 1890.